# 狂賭之淵
《狂賭之淵》是由河本焰擔任原作，尚村透負責作畫的日本漫畫作品。自2014年4月起在《月刊GANGAN JOKER》連載，曾獲得第二屆NEXT漫畫大獎第3名。原型為河本焰投稿至新都社的短篇漫畫《Dominium～極色少女賭博傳～》（日语：ドミニウム〜極色少女賭博伝〜）。跨媒體製作方面，改編電視動畫於2017年7月至9月播放，並於2018年由Netflix在全球上線；其續篇《狂賭之淵××》於2019年1月至3月播放。真人版電視劇第一季是在2018年冬季檔播映，並於2019年4月播映第二季。

## 故事大綱

### 設定
《狂賭之淵》的故事背景建立在現代日本，以作品裡登場的虛構學校私立百花王學園作為主要舞台。私立百花王學園是以賭博培育學生各方面能力，設有高中部和初中部的貴族學校，校內的賭場由學生會管理，學生須向學生會繳交「上納金」作為維護費。然而，桃喰綺羅莉奪得學生會會長之位後，以上納金為基礎創立了「家畜」制度。上納金在全校學生中排名倒數一百名內者，將會被掛上「不合作傾向學生」的牌子視為家畜，不但在校內受到歧視與霸凌，其中欠下鉅額債務者還會收到「人生計畫書」，即使畢業也繼續受到控制，直至還清債務。被列入家畜階級的學生，唯有償清債務或向學生會繳交100萬日圓特別繳納金，才能解除家畜身份。百花王學園另設有由畢業生組成、監視學園在校生的「家長會」，該組織擁有能夠介入仲裁學生會的權限。

### 《狂賭之淵》
鈴井涼太是二年華班的學生，他因為在賭局裡敗給同班的女學生早乙女芽亞里而成為家畜，然而蛇喰夢子進入百花王學園後，使他的學校生活起了變化。夢子在半數以上的同學都是芽亞里暗樁的情況下勝過了她，讓芽亞里欠她880萬圓，在班上的領導地位一落千丈，此外夢子也免除了涼太的家畜身份。之後，夢子以撲克牌擊敗學生會成員皇伊月，因而受學生會注意。另一方面，芽亞里為了翻身而向學生會成員西洞院百合子發起挑戰，卻慘敗並成為家畜。百合子在學生會會長桃喰綺羅莉暗中協助下勝過夢子，讓她欠了3億圓並成為家畜。
欠下鉅款的夢子和芽亞里參加了學生會準備的救濟方案「債務整理大集會」，她們合作擊敗了對手，並成為朋友。對夢子的賭技抱有期待的學生會成員生志摩妄因為不希望夢子被綺羅莉盯上而先一步出手，她們用齊訥卡片和俄羅斯輪盤對賭，賭局在夢子的安排下以平局收場，導致學生會的威信降低。身兼學生會公關的偶像夢見弖優芽美以落敗後必須成為偶像為條件向夢子提出賭局，但夢子的手中也握有優芽美的把柄。在優芽美敗給了夢子以後，夢子推測這是學生會會計豆生田的計畫，因此使用家畜僅有一次的正式比賽（公式戰）挑戰權向他提出賭局，兩人以撲克對賭。落敗的豆生田被綺羅莉開除，之後向夢子挑戰的學生會書記五十嵐清華也以落敗作收。
綺羅莉開辦下屆學生會會長選舉，以重整學生會。除了學生，「百喰一族」各分家的代表也參與了選舉，勝者同時可以成為百喰一族的大當家。所有學生和百喰一族分家代表都各有一票，以自己的選票當賭注對賭。經歷夢子和包含涼太在內的部分學生合作，還有芽亞里和學生會副會長兼綺羅莉的雙胞胎姊姊莉莉香結盟作戰的事件，「百喰一族」各分家和多數學生會成員幾乎全數敗陣。綺羅莉為了和莉莉香決勝負而發起賭局，勝過莉莉香和芽亞里，加著清華動用學生會資金高價收購選票而繼任學生會會長職位，反讓夢子掌握機會和家畜階級學生聯手破壞家畜制度，令許多學生擺脫家畜身份，連學生也自發組成家畜自助會。綺羅莉動用鉅額投入學生會會長選舉的舉動，引起監護校園學生的百花王學園「家長會」警惕和出面制裁，挑起「學生會」和「家長會」的賭博挑戰。

### 《狂賭之淵 雙》
《狂賭之淵 雙》的情節發生在本篇之前，剛入學的特別待遇生早乙女芽亞里和友人花手毬葛籠進入百花王學園就讀，面對賭風興盛的氛圍和家畜制度，兩人開始學習賭博以求自保，結識時任文藝社長戶隱雪見合作經營賭場並接連迎戰勁敵。另一方面，暗伏在學生會裡的壬生臣葵組建表面要推翻家畜制度、實則為自己奪權力和推翻學生會會長桃喰綺羅莉的秘密組織「善咲會」，數度拉攏芽亞里加入善咲會但以失敗告終。善咲會為實現讓學生會長綺羅莉倒台的目的，在繚亂賞期間對學生會成員發起複數公式戰，更向文藝社發起賭局，但最終由於芽亞里勝於葵，導致落敗的葵被迫轉學離校和解除三春瀧咲良的婚約，善咲會也正式宣布解散。
葵的親戚神神迴有愛與同為中學部的豪兜命、曾我正業合謀，藉著揭發出千的當事者圖利，設局奪取了文藝社。芽亞里為了復仇奪回社團，參與聚樂幸子、有愛的賭博競爭，藉勢與聚樂幸子聯手夾攻、令敗北的有愛欠下1億2千萬日圓的高額債務，但此舉反讓葛籠否定芽亞里的做法，決定為了幫助有愛，挺身與聚樂幸子對賭，連雪見、豪兜命、曾我正業也受影響參與賭局。最終聚樂幸子提出葛籠擲骰勝利便讓文藝部勝利的條件，與葛籠進行擲骰賭博，由葛籠代表文藝部勝出。故事尾聲，葵決定前往遠方的大學求學，善咲會成員、聚樂幸子、雪見從學校畢業，葛籠也為了精修鋼琴決定離開百花王學園前往海外留學，向芽亞里道別。芽亞里則繼續留在百花王學園升上二年級。

## 登場角色

### 狂賭之淵

#### 主要角色
蛇喰夢子（聲：早見沙織，演：濱邊美波（真人影劇）；蟹澤萌子（舞台劇））
二年華班。正傳的主角。左手拇指戴著戒指，轉學至百花王學園高校部二年級的神秘黑髮美少女。不僅擅長賭博，更是享樂於風險的「賭博狂人」，但討厭必然獲勝和必然落敗的賭局，因而對刻意求敗的生志摩妄很反感。根據學生會的資料，獨居且父母雙亡，還有一位臥病在床的姐姐蛇喰想子，因此須支出龐大的住院費用，但仍有相當足夠的財力。在學生會長選舉戰中，同時也是百喰一族末端分家「蛇喰家」的代表。
其家族以賭博為職業，長相、享受風險和擅於賭博的特性皆遺傳自母親，由於姨母次子為希望嗜賭的姊姊（夢子與想子姊妹倆的母親）能遠離賭博過上幸福的日子，暗地將出千的道具放進姊妹倆母親的隨身包兼向黑道舉報詐賭，導致母親與身為當家的父親遇害身亡，由次子出任代理當家。次子為保住姊妹倆和蛇喰家當家位階，在綺羅莉主持決定家主的賭局將想子逼至精神崩潰，但是夢子接替想子參賭並戰勝次子，敗給以蛇喰家的傳家之寶「蛇眼石」為賭注的終喰鏑，被終喰鏑從想子手裡奪走收養。學生會長選舉戰後，以無職名義獲選加入新學生會。
早乙女芽亞里（聲：田中美海，演：森川葵（真人影劇）；小泉萌香（舞台劇））
二年華班，升高一時才就讀百花王學園高校部的插班生，金髮雙馬尾的美少女，生日3月8日。擁有「特待生」（特別待遇學生）資格的她是普通家庭出身，兒時因為目睹平日嚴格的雙親對富裕人家卑躬屈膝的態度，至此立志不屈從於他人。正傳初始原是班上的中心人物，但敗給夢子之後地位一落千丈，不過在債務整理大集會中與夢子組隊並獲勝，成功擺脫「家畜」身分並清償債務，以此契機和夢子化敵為友。雖然憑藉這一表現被桃喰綺羅莉邀請加入學生會，但是她認為桃喰綺羅莉不把家畜當人類看，換言之自己也曾經被她當作笑話看待，因而拒絕邀請。此外，同時也是外傳《狂賭之淵 雙》的主角。
鈴井涼太（聲：德武龍也，演：高杉真宙（真人影劇）；永田聖一朗（舞台劇））
二年華班，擔任班長（實為打雜的），賭技並不出眾，是正直的濫好人，日式點心名店「靜風堂」的少爺。故事開始時，因為在賭局再度敗給芽亞里而背負債務，成為代表輸家的「家畜」受芽亞里欺凌。夢子轉學至百花王學園當日，帶領她參觀校園兼說明校園裡的情形，但礙於芽亞里當時在班級掌權，在芽亞里和夢子舉行「投票猜拳」對賭期間，做為芽亞里的暗樁向班級20人打暗號。夢子在半數以上的同學都是芽亞里暗樁的情況下勝過對方後，以享受愉快的賭局為由，將該賭局贏得的餘款拿給涼太做為謝禮，使得涼太得以償還債務脫離「家畜」身分。此後常以旁觀者的身分觀看夢子參加的賭局賽，時而被夢子影響以荷官或參賽者身分參加賭局，隨著劇情進展也逐漸和夢子及芽亞里培養出參與賭局的默契。學生會長選舉戰後，認同學校成立「家畜自助會」幫助「家畜」階級學生脫離該身份的措施。

#### 次要角色

##### 學生會
桃喰綺羅莉（聲：澤城美雪，演：池田依來沙（真人影劇）；梅田彩佳（舞台劇））
三年華班，百花王學園第105任學生會長，同時亦是「百喰一族」的大當家。特徵是成對圈狀的高束髮辮和藍色唇彩，她是學生會副會長桃喰莉莉香的雙胞胎妹妹。過去姐妹倆出生時，家族長輩透過擲骰子決定了綺羅莉作為桃喰家繼承人的資格和決定長幼順序的賭博，定位姐妹倆的地位。因看不慣「百喰一族」多數族人而決意奪取家族的領導權，從祖母手裡繼承「百喰一族」的當家職位。以轉學生的身分轉入百花王學園，不僅以高超的賭技接連擊敗時任學生會全體成員，還最終用計從前任會長手中贏得會長的職位，成為繼任學生會長。上任後，以上納金制度為基礎創建「家畜制度」，藉此迅速掌控百花王學園的大權。為人深不可測，在賭博方面擁有不可估量的高水準分析能力，秉持弱肉強食主義，是學園絕對的支配者，同時在財政界亦佔有巨大影響力。曾任學生會會計壬生臣葵形容她「瞧不起所有人，將人視為讓自己開心的玩具」。在夢子與西洞院對賭時出手，導致夢子在本篇中唯一的一次落敗，卻也因此引起夢子的興趣。在夢子戰勝清華後（動畫版改為自己在抽塔羅牌賭局中，與夢子和涼太對決平手後），宣布進行學生會長的改選，同時揭露自己的另一個身分為「百喰一族」的當家。
在學生會長選舉的大集約淘汰賽見及夢子和芽亞里平局雙勝的局面，得知莉莉香被芽亞里推薦參賭的消息後決定出面迎戰莉莉香，私底在雙生蓮館賭局晤談和嘲諷定樂乃顧慮他人而無法自由的行為。在學生會長選舉中因為清華另外高價收購選票勝出繼任資格，但被夢子藉機設局，讓所有家畜階級學生得以全數繳納立刻撤銷「家畜」身份的100萬日圓特別繳納金，造成家畜制度立即被摧毀。盡管綺羅莉認同感激清華的作為動機選擇不追究責任，仍體認重視的事物受賭博影響崩壞的嚴重性，百花王「家長會」亦出擊追究綺羅莉挪用3000億日圓學生會資金投入會長選舉的賠償責任，她在「家長會」打算撤銷會長一職並帶走自己前，代表「學生會」向「家長會」發起賭博挑戰。
桃喰莉莉香（聲：澤城美雪，演：池田依來沙）
三年華班，學生會的副會長，桃喰綺羅莉的雙胞胎姊姊，兼任綺羅莉的替身。時常戴著裝有變聲器面具的沉默少女，相貌與綺羅莉幾乎相同，唯二能分辨二人的外型特徵分別是髮型以及綺羅莉的藍色口紅（動畫第二期）。配戴面具期間的說話語氣冷靜沉著，但在卸除面具後的神態和談吐較為溫和，時常帶有自卑感，偶有不知所措的一面，隨著劇情進展開始擁有自己的主見。過去姐妹倆誕生的時候，家族透過擲骰子決定了姐妹倆的身份定位，未被選擇的莉莉香被家族長輩強迫戴上面具抹消自己的人格和思考，被綺羅莉掌控僅能模仿後者的言行舉止和思考模式。兩人在豆生田楓與夢子對賭時互換身份，因而使豆生田楓驚慌失措。在學生會選舉戰期間，意外與早乙女芽亞里在轉角相撞掉落面具，被芽亞里推測她與桃喰綺羅莉是雙胞胎。受綺羅莉指使，暗中推動陰喰陽喰姊妹向夢子發起挑戰，以迫使芽亞里為救夢子而答應自己的要求；之後給了芽亞里100票並與對方同行，經由對方的鼓動自主參加賭局，被芽亞里認可。
漫畫版於學生會長選舉期間參與「金拉米」和「戰爭」賭局，動畫版中，參與了原創的「100票拍賣會」賭局，並在結局與芽亞里參與了「金拉米」賭局。在學生會長選舉的集約淘汰賽見及夢子和芽亞里平局雙勝的局面後，被芽亞里推薦參賭，於私底會晤綺羅莉的期間互相提出賭局，被綺羅莉要求歸還選票時因芽亞里介入而中斷，兩者正式向綺羅莉發佈戰帖，進行「交換撲克」賭局，賽前和芽亞里約定依照賽局走向以賽外賭局形式讓渡選票，最終兩者雖敗給綺羅莉，但是綺羅莉亦因此認可莉莉香的獨立。學生會長選舉戰後，在新學生會擔任學生會副會長。
黃泉月瑠奈（聲：鵜殿麻由，演：三戶夏芽（真人影劇）；佐竹桃華（舞台劇））
三年牡丹班，學生會的選舉管理委員長，穿著動物布偶裝的小女孩。對於棒棒糖有著非常執著的喜好，甚至在自己所在的選舉管理處設有擺放大量棒棒糖的架子。以「絕對中立」為信條，但其個性相當冷酷無情，曾將「人生計劃表」拿給芽亞里並脅迫她。學生會長選舉戰期間，因為西洞院百合子遭陰喰陽喰兩姊妹暗算敗北，察覺後者企圖打破學生會的絕對中立信條，而親自擔任了陰喰陽喰兩姊妹與夢子對戰的「尼姆零式」賭局裁判，並且在「戰爭」賭局透過莉莉香的手機轉播，遠程監聽賽局進行流程。學生會長選舉戰後，在新學生會擔任選舉管理委員長。
五十嵐清華（聲：福原綾香，演：中村由里香（真人影劇））
二年山茶花班，學生會的書記。本人以理性分析行事，但對學生會長綺羅莉有著異樣的執著與愛慕，對綺羅莉忠心不二。中學時期是全校的模擬考榜首優等生，耳聞綺羅莉與前任學生會長動用龐大資源進行鉅額賭局獲勝的事件後，開始留意綺羅莉的存在，本人則因為其堅持道理行事的風格，被綺羅莉注意其存在而獲邀加入學生會。擔任債務整理大集會的主持人並主持了夢子所參與的賭局，因此對夢子抱有警戒，在夢子依序擊倒學生會的成員後向夢子提出挑戰（動畫版推遲至學生會選舉戰期間提出），參加綺羅莉主持的「門之塔」賭局賽，雖然最終敗給夢子，卻也得到會長的回報，升格為個人秘書。為學生會長選舉戰期間擔任「大集約」淘汰賽的主辦者，為確保綺羅莉保住學生會長位階，不惜向豆生田楓商量動用學生會的鉅額資金，以每票一億日圓的價格購入選票，結果反讓夢子和家畜階級學生得以趁機聯合破壞「家畜制度」，造成精神打擊和創傷後壓力症候群。
豆生田楓（聲：杉田智和，演：中川大志（真人影劇）；笹森裕貴（舞台劇））
二年桔梗班，時任學生會的會計。日本財務大臣之子。幼時喜歡飛機且嚮往當飛行員，但遭父親教訓若不能成為財務事務次官，就沒有任何用處，此後捨棄夢想，變成極富野心善謀略的男人，志在成為下屆學生會長。認為皇伊月與他很相似而推舉她成為學生會成員，與她有著曖昧的關係，並曾希望她在女僕咖啡廳穿上女僕裝。他一手策劃了夢子與優芽美的賭博，希望使學生會陷入危機以謀取會長之位；計劃被夢子揭破後被迫與她對賭，但因皇伊月和綺羅莉的出現，失去理智而落敗（損失高達一百億日幣），不但精神衰弱，頭髮更瞬間發白，還失去學生會的職位和雙親的期待。
在學生會選舉戰期間，受到邀請而參與「公共財遊戲」，本來自認敗給夢子後已失去一切，對參與賭局毫無自信，只想草率等到賭局結束，不料夢子和皇伊月精心設計的「公共財遊戲」賭局讓他恢復了自信，但皇伊月也因為此代價，在與等等喰定樂乃私下開展的「對外局」中落敗，支付了所有的票給等等喰定樂乃，皇伊月也將自己的權利寄託給了豆生田楓。向夢子邀賭被拒後，對夢子當上學生會長的可能後果表達擔憂，授權五十嵐清華啟用學生會三千億日圓的資金收購選票兼警告動用資金的風險，同時查覺自己變得嗜賭的跡象，結果反讓夢子趁機聯合家畜身份的學生們破壞家畜制度。學生會長選舉戰後，在新學生會擔任學生會會計。
夢見弖優芽美（聲：芹澤優，演：松村沙友理（真人影劇）；村山結香（舞台劇））
二年桃班，學生會的公關，身兼學園偶像。從小的夢想是獲得奧斯卡金像獎，加入學生會也是為此目的，她透過知名製作人之女沙織安排偶像訓練和表演，以歌舞才能擄獲了大批支持者，但實際卻對這群狂熱的粉絲們十分的反感。優芽美以一同出道為賭注向夢子提出「一流偶像決定賽」的挑戰期間，同時被夢子秀出撕碎的粉絲信函和收錄厭惡狂熱粉絲言論的錄音筆作為把柄，但因為豆生田楓的算計陷入被動而落敗。鄙視粉絲的言論遭公開播放後，仍獲得粉絲的支持和諒解，當眾和沙織揭穿豆生田楓暗中設局的事實，此後持續用偶像身分活躍於校園。在學生會選舉戰期間，與夢子一同參與了由和樂喰淑光挑起的「演技對決」賭局。在學生會選舉戰的「大集約」第一階段淘汰賽敗於芽亞里。
生志摩妄（聲：伊瀨茉莉也，演：柳美稀（真人影劇）；音栗壽（舞台劇））
二年山茶花班，學生會的美化股長代表。擁有在校園裡逮捕不良素行學生的權利。平常用眼罩掩蓋失明的左眼。身邊有一群不良少女跟班。和夢子一樣是賭博狂人。她認為賭金再多都不痛不癢，直至敗給綺羅莉且輸掉左眼後，當著綺羅莉面前持筆刺瞎左眼，獲對看中其膽識而邀請加入學生會，此後開始癡迷於以身體的一部份或痛苦作為賭注，但始終沒能再和綺羅莉賭博。在一次偶遇夢子並趕走企圖非禮她的木渡潤後，把目標轉向了夢子並與之進行「ESP遊戲」落敗，自此對夢子有著異樣的著迷並視為心中的女神，但夢子對她異常反感。在學生會選舉戰期間，與夢子一同參與了「切指斷頭台」賭局，學生會選舉戰的「大集約」第二階段淘汰賽敗於夢子。在動畫第二期末段，由於學生會全員都收到了邀請函，所以參與了原創的「100票拍賣會」賭局。此外，同時也是外傳《狂賭之淵 妄》的主角。
西洞院百合子（聲：奈波果林，演：岡本夏美（真人影劇）；朝倉冬菜（舞台劇））
三年菊班，學生會的成員，傳統文化研究會會長。平常習慣穿著和服與袴，受傳統文化研究會成員敬重。透過贏得繚亂賞加入學生會，目的只是為求保護自己和她的傳統文化研究會免受欺凌，為學生會裡的明哲保身主義者。初登場時因為學生會的刻意安排，與當時試圖擺脫家畜「身分」的芽亞里對賭贏過對方。她和夢子進行「生死劍」賭博時，被夢子拆穿賭局的真相而驚慌失措，雖然最後因為綺羅莉的介入而贏過對方，但也因此對夢子產生戒心。學生會選舉戰期間，反對綺羅莉以學生會長之位作為賭注，為確保現狀參加了學生會長選舉賭賽，結果在與陰喰三欲及其親妹妹陽喰三理的對決中，遭對方下毒而倒地落敗。在學生會選舉戰的「大集約」淘汰賽第一階段敗於生志摩妄。在動畫第二期末段，因為學生會全員都收到了邀請函，所以參與了原創的「100票拍賣會」賭局。
皇伊月（聲：若井友希，演：松田路加（真人影劇）；河內美里（舞台劇））
一年華班，日本知名玩具廠社長千金，透過付出鉅額上納金和豆生田楓的推舉加入學生會。與豆生田楓有著曖昧的關係，嗜好為蒐集彩繪指甲。向夢子挑起「雙重神經衰弱」賭局戰且利用牌組記號舞弊，但在敗給夢子後被學生會開除，為了重新加入學生會，選擇支持蛇喰夢子打倒桃喰綺羅莉，後來在夢子與豆生田楓的賭博中發揮了重要作用。學生會選舉戰時，在參與「公共財遊戲」的賭局途中，還另外與等等喰定樂乃私下開展「對外局」，雙方猜測豆生田楓能否在「公共財遊戲」獲得40枚以上的硬幣，由於皇伊月猜測為「不能」而落敗，雖然贏得「公共財遊戲」的賭局的100票，但輸掉了「對外局」的賭局而必須支付150票給勝者等等喰定樂乃，以此期望豆生田楓恢復自信，將意志寄託給豆生田楓後宣布退出學生會選舉戰。
百舌卡蓮
學生會長選舉戰後首度登場，「家畜自助會」會長。提倡成為自助會成員便可立即借到還清100萬「特別上繳金」的概念，致力幫助「家畜」階級學生擺脫「家畜」，邀請芽亞里和涼太拍攝「家畜自助會」宣傳片，以「家畜自助會」會長身分獲邀加入學生會。向初次接觸「抽和尚」的夢子發起賭局敗給對方。

##### 百喰一族
擁有龐大分支的家族，以本家桃喰家為中心，延伸出多個分支家族，凡是誕生於該家族的人們，都必須背負且被家業束縛。在漫畫本傳受族長桃喰綺羅莉之邀，各分家派代表轉入百花王學園高中部，參與學生會會長的選舉，兼決定一族當家之位。百喰與桃喰的日文讀音相同，皆為「ももばみ」。
※註：「喰」意為「咬食」，為和製漢字故無中文發音，若比照六書的「形聲字」則應唸作「ㄕˊ 」（shí），其寫法同於「飧」的異體字「喰」純屬巧合，更與「飧」的另一個異體字「餐」全然無關，因此既不唸作「ㄙㄨㄣ」（sūn）也不唸作「ㄘㄢ」（cān）。
等等喰定樂乃（聲：潘惠美）
等等喰家的代表，家族以看穿他人欲望和調節他人所求結果為業，負責擔任一族的紛爭調解者。兒時受家族長輩教誨「大人物總有一天會老去昏聵，屆時便將他們捨去」和賦予領導百喰一族的期望，造就決絕果斷和著眼大局的性格。有著超齡的沉穩氣質且擅長合理操控他人，因為腿腳虛弱不方便，需長時間地坐在輪椅上，對於想試圖擾亂一族和平的綺羅莉感到相當厭惡，同時是少數知曉桃喰家和蛇喰家過節的角色。
選舉戰前轉入三年椿班，作為百喰同盟之首，在選舉戰期間會晤夢子，招集百喰同盟商討對抗綺羅莉的對策，作為「公共財遊戲」賭局選票提供者和皇伊月局外賭注豆生田楓的輸贏，賭注「豆生田楓將會贏得該場賭局」而獲勝，同時運用資金收買其他學生的選票。「大集約」最終決賽中見及芽亞里對抗夢子的賽況，察覺夢子的企圖不單純決定介入干預學生會選舉，但在夢子和芽亞里平局雙勝後以單票1000萬（兩者合計500票）的鉅額正式認賠，轉而決定親自會晤夢子並提出賭博，偕同由美參加「雙生蓮館」的賭局和夢子及涼太對賭，局間被綺羅莉叫出約談，表示自己堅持要讓共同參賽的NPC和由美獲得自由，不後悔自己選擇邊保護弱者邊戰鬥的作法，最終在已經抱持覺悟的狀態和涼太敗給夢子。事後在百喰一族檢討會議表達對夢子的觀察，認為她將是主導選舉戰的重要角色，對於夢子破壞「家畜制度」的舉動，解析未來延伸的情況與隱憂。學生會長選舉戰後，在新學生會擔任學生會總管。
等等喰由美（聲：井上遙乃）
等等喰家領養並指派服侍定樂乃的近侍，是名金髮褐色肌膚，對定樂乃絕對忠誠的元氣少女。主要隨同在定樂乃身旁幫她推輪椅，關鍵時刻也有犧牲自己的覺悟。「大集約」最終決賽後，協助定樂乃干預學生會選舉，偕同定樂乃參加「雙生蓮館」的賭局和夢子及涼太對賭，為了保護定樂乃被雉岡萌投擲短刀刺傷左肩，接受治療後於第五局為確保定樂乃的勝算選擇「獻花」（分配自己的點數給同隊玩家）給她，結果被系統分配和夢子「競花」（和對手比較分配點數大小）以0:6的比數敗北。事後為定樂乃敗給夢子一事感到惋惜。
尾喰凜（聲：石田彰）
尾喰家的本家長男兼代表，選舉戰前轉入二年牡丹班，家族以詐騙為職業。為參加選舉戰的百喰一族成員裡，唯一的男性代表，擅長欺騙的詐欺師，常掛著讓人看不清其想法的禮貌性微笑。自小就希望能壓過桃喰綺羅莉，與同為尾喰家系的尾喰茨關係甚篤。學生會長選舉戰期間，藉著發行「Scum Coin」代幣影響選局兼收買參賽者，還安排偽裝成學生會選舉管理委員會成員的暗樁擔任「戰爭」賭局荷官，誘導了莉莉香與三名女學生參與，結果被莉莉香揭穿計謀，轉而被其餘三名女學生聯手圍攻而敗北。凜試圖以賭局無效為由，向現身的黃泉月瑠奈抗議未遂，仍被判定出局，臨行前特地為此向莉莉香致謝，事後對於茨的成長感到欣慰。動畫版中，還參與了原創的「100票拍賣會」賭局。
在百喰一族檢討會議期間，表達對莉莉香蛻變的看法，隨後在綺羅莉宣布和莉莉香對賭期間，再度炒作「Scum Coin」。學生會長選舉戰後，在新學生會擔任學生會宣傳。
尾喰茨（聲：細谷佳正）
尾喰家的分家成員，隨同在凜的身旁。作為尾喰家的代理協助者參加選舉戰，選舉戰前轉入二年牡丹班。對凜相當忠實，頭髮與脖頸戴有荊棘的少年。雖然家業是詐騙，但為人正直，有無法說謊的體質，為此遭家族排斥，唯因為凜願意讓茨維持不用說謊的性格，受其感動而支持凜，同時接受近身護衛的訓練。參與了「公共財遊戲」、「戰爭」、「大集約」賭局，在尾喰凜於「戰爭」賭局敗北後仍表態支持對方，以此事件領悟利用自身特質的賭博策略，於「大集約」賭局第一階段淘汰賽遭三欲出千而敗北。動畫版中，還參與了原創的「100票拍賣會」賭局。
蟲喰惠利美（聲：竹達彩奈）
蟲喰家的代表，家族以拷問為職業。穿著哥德蘿莉裝嬌小的的少女，有異色瞳。隨身攜帶毛毛蟲玩偶。因為和樂喰淑光經常照顧她，故對淑光較為親暱，向夢子和生志摩發起了挑戰，參與「切指斷頭台」賭局，結果被夢子和生志摩的膽識震懾，提前從賭博機台抽出自己的手指而落敗。賭局完結後得到夢子的認同而開始崇拜夢子。取得淑光給予的選票後，在學生會選舉戰的「大集約」的第一階段淘汰賽敗給夢子，但私底和三欲串通，將出千的牌留給三欲。動畫版中，還參與了原創的「100票拍賣會」賭局。
在百喰一族檢討會議和其他百喰族人討論戰局，打賭並相信夢子將會是選舉戰的勝者。
陰喰三欲（聲：内山夕實）
陰喰家的代表，選舉戰前轉入一年桔梗班，家族以製藥（專精製毒）為職業，是陽喰三理的親姐姐。其實是後繼血脈斷絕的陰喰陽喰兩家為確保家業延續，遂將姊妹倆買來作為各自家族的養女，為此被陰喰家收養的三欲則被迫和妹妹三理分離。雖然外表看似優雅，實質相當記仇，崇尚強硬手段且擅長調製運用毒藥，本身瞧不起賭博。選舉戰期間與三理共謀下毒打敗西洞院，向夢子發起了挑戰，在賽前藉著擁抱暗中向夢子下毒，三人與鈴井涼太參與了「尼姆零式」賭局，期間夢子中毒失去意識，導致涼太緊急聯絡芽亞里趕來接續未完的賭局，被代替夢子參賽的芽亞里反將一軍，最終為保住自己選票不惜犧牲三理。學生會選舉戰的「大集約」第一階段淘汰賽對抗茨，為爭取向芽亞里復仇的機會，暗地和惠利美串通，使用惠利美留給她的牌擊敗茨，後在第二階段淘汰賽對抗芽亞里的期間，被芽亞里看穿出千手法，遂以服毒威脅對方棄牌投降，結果因為莉莉香的暗地操作，導致三理為了將解毒劑交給三欲闖進會場，三欲則為此被視為違反參賽規則而敗北。動畫版中，還參與了原創的「100票拍賣會」賭局。
在百喰一族檢討會議表示自己不看好芽亞里，但敬佩於她的堅定意志。
陽喰三理（聲：大久保瑠美）
陽喰家的代表，為陰喰三欲的親妹妹，家族以製藥（專精製藥）為職業。其實是後繼血脈斷絕的陰喰陽喰兩家為確保家業延續、買來作為各自家族的養女，三理則因為被陽喰家收養而被迫和姊姊三欲分離。
選舉戰期間與三欲共同下毒打敗西洞院後，向夢子發起了挑戰，三人與鈴井涼太參與了「尼姆零式」賭局。對戰時因失誤須將手指扎往塗有毒藥的針山，毒性發作加上被芽亞里一方判讀出姊妹倆的手牌，被三欲要求犧牲自己而敗陣並陷入昏迷。事後三欲為免欠芽亞里人情，強行把三理的手指扎往針山，將她揹離現場。由於三理在該賭局損失且虧欠芽亞里、涼太和三欲相當於共9999張選票的籌碼，導致她後續取得的選票必須無償讓渡給芽亞里、涼太和三欲，變相退出選舉戰。第二階段淘汰賽中，因為得知姊姊為取勝不惜服毒的真相，為了將解毒劑交給三欲闖進會場，導致三欲被視為違反參賽規則而敗北。動畫版中，還參與了原創的「100票拍賣會」賭局。
和樂喰淑光（聲：高垣彩陽）
和樂喰家的代表，選舉戰前轉入三年桃班，家族以藝能為職業。初登場時戴著口罩、頭髮蓋住面貌，相當沉默，實際上是曾獲得好萊塢奥斯卡金像奖最佳女主角奖提名的日本女演員，且擅長歌唱，藝名名足華羽琉。12歲時赴美就讀表演學院，13歲首登舞台嶄露頭角後，14歲便參與人生首部電影演出受眾人矚目。十分寵愛同為百喰一族的蟲喰惠利美。向夢子和夢見弖優芽美發起挑戰，參與「演技對決」賭局，結果在最終局以4分之差敗給夢子和優芽美。事後親口認可優芽美的覺悟和意志，期許能在好萊塢見到她，將親筆簽名贈與夢子（其後夢子將她的簽名轉贈給芽亞里），於「大集約」淘汰賽前將選票讓渡給蟲喰惠利美。
骨喰密拉絲拉瓦（聲：齋賀光希）
骨喰家的代表，選舉戰前轉入二年龍膽班，家族以掃除（肅清）為職業，負責以暴力排除一族裡的不潔之物。混血兒，有著銀色頭髮和豐滿的巨乳，母親為俄羅斯人，不認同綺羅莉的作風，希望定樂乃能成為族長。不擅長謀劃，參與「公共財遊戲」賭局且和皇伊月相互串通，結果因為被皇伊月誘導，加著蛇喰梦子給予豆生田枫提示，被豆生田枫推理揭發為團隊的操縱者而被流放出局，遂將選舉獲勝的希望託付於定樂乃，同時對皇伊月掩護豆生田枫的行動留下深刻印象。動畫版中，還參與了原創的「100票拍賣會」賭局。
狛喰希（聲：北原沙彌香）
狛喰家的代表，選舉戰前轉入一年堇班。一名嬌小的少女。性格天然、認真。常帶著一隻聖伯納犬。自小就因性格率直常被尾喰凜欺騙和蔑視，對他有所畏懼。在漫畫版中，桃喰莉莉香和早乙女芽亞里在學生會選舉戰期間，向狛喰希提出了極金拉米賭局，結果莉莉香用15局14勝的戰績贏了希（動畫第二期則以雙方對決開始一刻作為結局）；接著希告訴二人自己被尾喰凜以「Scum Coin」代幣收買交出選票，並向二人說明「Scum Coin」的代幣機制，之後被莉莉香邀請聯手對抗尾喰凜，結果在「戰爭」賭局遭尾喰凜禁賽。
×喰零（聲：朴璐美）
動畫第二季原創角色，由原作者監修設計。百喰一族的發起人，一名穿著男性制服的少女。雖然是百喰一族，但×喰一家已經被百喰一族放逐，她也並非代表。
在一次自行收集了100票後，私自舉辦了「100票拍賣會」賭局，自己除了擔任主持人之外也是出資人，所以也參與其中。賭局完結後，在夢子逼問下露出真面目，脫去手套露出雙手手背紋有×喰家的代表印記。零自小已因×喰家被放逐而淪為家畜，卻受到夢子姐姐留意，還獲贈一個髮夾，使自己有了一絲生存意義；之後目睹夢子姐姐在百喰一族的內鬥中慘敗，自以為她被吞噬直到崩潰，於是剪掉自己的長髮，發誓要為了她向百喰一族復仇。動畫第二部末段中，夢子用30億的價格買下了零的100票，零用這30億與夢子以蛇喰家的姓氏對賭，賭局為單純的擲毫決勝，由桃喰莉莉香擔任裁判，最後夢子獲勝，桃喰綺羅莉讓零選擇要加入的姓氏，最終選擇加入蛇喰，經梳妝打扮後煥然一新，成為一位充滿女人味的女性。
蛇喰想子（聲：能登麻美子）
夢子的姊姊，姓名在漫畫96話提及，正劇中少數沒有參與百花王學園學生會長和百喰一族族長之爭的百喰一族。容貌和夢子相似，唯個性較為溫和且成績優秀。擅長但討厭賭博。蛇喰家以賭博為家業，在姊妹倆的父母過世後，便交由姊妹倆的姨母次子代行家主職責。過去為了賺取金錢入學百花王學園，但被次子告知母親因為過於擅長且沉溺賭博、拖累父親導致夫妻倆被抹殺的隱情，在綺羅莉主持決定蛇喰家主與夢子的歸屬權的賭局中，因為被次子設局、得知父母皆為次子陷害而死的真相導致精神崩潰，加著被終喰鏑奪去夢子的監護權、欠下80億日圓的巨債、遭終喰鏑暗中杯葛導致借錢賭博奪回夢子的理想失敗，失去原有的賭技而封閉心靈。現在因為病弱需要長期住院療養。
蛇喰次子
想子與夢子的姨母，同時是姊妹倆的母親的妹妹。看似穩重但也有蛇喰家嗜賭瘋狂的一面。因為擔心姊姊嗜賭瘋狂的特性會害死姊姊，為了保住姊姊的幸福，在想子與夢子的父母出門前暗地裝入出千的撲克牌兼向黑道舉報姊姊，結果反而導致想子與夢子的父母被肅清殺害，於是決心盡力照顧想子和夢子，並不惜一切希望二人遠離賭博。曾一度代替想子與夢子的父母掌管蛇喰家權，在綺羅莉主持決定蛇喰家主與夢子的歸屬權的賭局中，坦承自己害死姊妹倆父母的事實將想子逼至崩潰，但由於綺羅莉指名讓夢子接替參賭令局勢生變，敗給夢子，加上終喰鏑的介入而失去夢子的撫養權。
終喰鏑
初登場在回憶片段，終喰家代表，家業是金融業。留著波浪短髮，面有雀斑，雙肩胸前和雙大腿側有紋身。個性富有野心，是釀成蛇喰家分崩離析的其中一名罪魁禍首。過去時任一年山茶花班女學生，為百喰一族優先派遣進學校的間諜，但對於自己被家族限制想做的事情感到不滿，知曉蛇喰家的變故，對想子抱有濃厚興趣，並期望夢子將來可以顛覆百喰一族。在綺羅莉主持決定蛇喰家主與夢子的歸屬權的賭局中，見證次子逼敗想子、但敗給夢子的場面後，主動以蛇喰家的傳家之寶「蛇眼石」為賭注和夢子對賭，激發夢子嗜賭的本性，在賭局中戰勝並獲得夢子的監護權，杯葛想子借錢造成蛇喰家崩壞。學生會選舉戰後再度登場，將頭髮蓄長，因為先前破壞蛇喰家的事蹟，加上作為調停人負責調解百花王學園家長會追究綺羅莉3000億日圓債務一事，激起夢子的敵意。

#### 其他角色
木渡潤（聲：江川央生，演：矢本悠馬）
二年椿班，縣知事之子，以欺凌身為家畜的人為樂。在校園裡試圖要脅非禮夢子的時候，被忽然現身的生志摩妄出面干擾而作罷。本身無欠債的他刻意去向朋友借一千萬，藉此讓自己參與債務整理大集會，並讓蕾當自己的串通對象，與夢子和芽亞里對決。兩人互相串通的事情被夢子等人看穿，於是賭局變成詐欺混戰，打算拿蕾當棄子，但夢子成功說服蕾反抗倒戈，加上中計而成為最大輸家。根據欠債最多者的金額會與最大輸家互調的規則，最後負債三億一千萬。成為「家畜」期間變得十分瘦弱，後來在學生會長選舉賽期間再度和夢子對賭，成功搜集到35枚選票，並且將選票售予學生會而獲得二億八千萬圓。償還債務後，身份由家畜變回人類，並表態往後不再參與賭博活動。
蕾菜菜美（聲：井口裕香，演：松本妃代）
二年椿班，原先留有一頭長髮並以此自豪，在父母的期望下進入百花王學園。但家境並不寬裕，因此很快就因為無法繳納貢金而成為「家畜」，長髮還被木渡欺凌給剪掉，自此長期活在被木渡威脅恐嚇的日子。在債務整理大集會的「雙重印地安撲克」中被迫協助木渡對付夢子和芽亞里，在賭局中被當成棄子利用，但後來在夢子的激勵以及餵局下，決意反抗木渡且成功翻盤，奪得第二名。學生會長選舉賽期間，向夢子及涼太透露等等喰定乐乃正在佈局收購選票的情報，被夢子再度邀請參與賭局。「雙生蓮館」賭局前收到學生會給她「在賭局中讓定樂乃或夢子任一人敗北」的人生規劃書，和其餘3名家畜階級學生作為NPC角色，決定協助夢子和涼太作戰，但在第五局時被定樂乃乙自身利益為把柄說服背叛，在幫助夢子和爭取自己脫離「家畜」階級的矛盾抉擇中選擇後項，和夢子「競花」以1分之差敗北，賽後被夢子讚許已經可以獨當一面進行賭博而感動落淚。將自己的選票賣給五十嵐清華換取一億日圓的現金，因為「家畜」制度被破壞恢復一般人身份。
熊楠（聲：清水はゐ香，演：北原帆夏）
傳統文化研究社成員，忠於西洞院百合子。為配合傳統文化研究社賭局道具和格局，特地在手部鑲上磁鐵。百合子先後對決芽亞里、夢子、陰陽喰姊妹期間擔任「生死劍」賭局荷官。
沙織（聲：庄司宇芽香，演：染野有來）
知名製作人的女兒，擔任優芽美助理（經紀人）且全力支持她的女學生。因為察覺優芽美為演員夢想努力的毅力，認為和前者合作將會讓兩人看見不同的風景，決心扶持對方成為校園的頂尖偶像，為優芽美爭取成名機會。在夢子和涼太會晤優芽美的期間，被夢子趁機將開啟錄音模式的錄音筆放在身上，導致優芽美被錄下鄙視狂熱粉絲的言論而成為把柄。優芽美於「一流偶像決定賽」敗給夢子的時候，因為夢子道出優芽美實為遭人陷害的實情，無法容忍優芽美的夢想被踐踏，當眾和優芽美指認豆生田楓為主辦比賽兼破壞計畫的犯人。
真能寺（聲：小伏伸之，演：前原瑞樹）
優芽美粉絲俱樂部領導者，因為數度在優芽美演出期間帶領粉絲作出狂熱行為，遭優芽美厭惡。
城丸穗露（聲：子安武人）
學生會選舉戰候選人之一，在學園中屈指可數的帥哥，常叼著玫瑰花的男子。在選舉戰敗給了桃喰綺羅莉，向夢子邀賭被拒。
大和伊奈帆（聲：山下七海）
學生會選舉管理委員會成員，所有的選舉管理委員都與選舉管理委員長一樣穿著動物布偶裝，負責任何學生會選舉戰的賭局。有賭局的地方就會有選舉管理委員擔任其賭局的見證人，除了要嚴正管理選舉之外亦擔任賭局的裁判，以絕對中立為信條，防止賭博過程中出現任何作弊和耍老千。為 學生會長選舉期間的「切指斷頭台」賭局以及動畫版原創的「100票拍賣會」賭局荷官。
宇留瑠美亞（聲：上田麗奈）
學生會選舉管理委員會成員，所有的選舉管理委員都與選舉管理委員長一樣穿著動物布偶裝，負責任何學生會選舉戰的賭局。為學生會長選舉期間的「公共財遊戲」的賭局荷官。
黑鞍藏良
學生會長選舉期間擔任「戰爭」賭局的荷官，穿著和其他選舉管理委員相似的動物布偶裝，但其實是冒用該選舉管理委員名字、尾喰凜特意安排協助自己的暗樁。尾喰凜於「戰爭」賭局敗北後，試圖利用其判決令賭局無效，卻未料到莉莉香為防範其舞弊，事先在賽程開始前開啟手機通訊，讓擔任學生會選舉管理委員長的黃泉月瑠奈全程監聽競賽過程兼做出判決，事跡敗露後被黃泉月瑠奈教訓了一頓。在學生會選舉戰的「大集約」淘汰賽擔任荷官的才是真正擔任選舉管理委員的本人。
湘澤骷髏
學生會長選舉期間擔任「雙生蓮館」賭局的荷官，穿著兜帽為骷髏造型的布偶裝。在「雙生蓮館」賭局拿電擊棒制服不甘敗北而向定樂乃抗議的大犬新太，後因為發生雉岡萌投擲短刀攻擊定樂乃未遂反傷及由美的事件，急忙呼叫保健委員前來為由美急救，持防身棍制服兼將雉岡萌強迫離場。
大犬新太
「家畜」階級的男學生，於「雙生蓮館」的賭局和其餘3名家畜階級學生作為NPC角色，為了擺脫「家畜」身份同意和定樂乃合作。第二回合賭局期間抽到和鈴井涼太「競花」（比較持有點數大小，點數較多者獲勝），本以為透過猿谷通報涼太持有的點數而勝券在握，未料到涼太臨時獲得「獻花」（同隊成員給予點數）令點數超越大犬，導致大犬被淘汰出局。試圖和定樂乃抗議未果，被擔任裁判的湘澤骷髏以干擾賭局為由持電擊棒擊暈。
猿谷麥
「家畜」階級的女學生，於「雙生蓮館」的賭局和其餘3名家畜階級學生作為NPC角色，為了擺脫「家畜」身份同意和定樂乃合作。第二回合按照定樂乃的策略挑選和鈴井涼太同樣數值大小的房間，暗地將涼太的持有點數通報給大犬，第三回合和雉岡準備故計重施，指示雉岡和蕾菜菜美待在同樣的房間讀取蕾的點數，將點數透過「獻花」全分給雉岡準備藉此扳倒夢子，未料在系統分派「競花」對象時被分配和夢子「競花」，結果因為自身持有點數為零而被淘汰出局。
雉岡萌
「家畜」階級的女學生，於「雙生蓮館」的賭局和其餘3名家畜階級學生作為NPC角色，為了擺脫「家畜」身份同意和定樂乃合作。第三回合依照猿谷的指示，待在和蕾菜菜美同樣的房間讀取她的點數。猿谷敗北後因為擔心自己無法完成人生規劃書記載「在賭局中讓定樂乃或夢子任一人敗北」的條件，決定背叛定樂乃，於第四回合透過系統分派「競花」對象時被分配和定樂乃「競花」，結果因為定樂乃事先故意隱藏情報和獲得由美「獻花」，以1分之差敗北，憤而投擲短刀攻擊定樂乃，但被由美擋下攻擊。事後被擔任荷官監視賽局的湘澤骷髏持防身棍攻擊強制帶離現場。
杏子、有架、美鳥
二年華班的女學生三人組，個性附炎趨勢，曾對短暫淪為家畜的芽亞里和夢子落井下石。學生會長選舉賽期間，被尾喰凜分別攏絡參加「戰爭」賭局，實則被尾喰凜視為對抗莉莉香的棋子；後由於莉莉香揭穿尾喰凜的計謀，對於自己遭尾喰凜利用感到氣憤，轉而反戈和莉莉香聯手對抗尾喰凜。
新渡戶九（演：小野寺晃良）
真人影劇原創角色。二年級。
村雨天音（演：宮澤冰魚）
真人影劇原創角色。三年級。反學生會集團「村落」領導人。
歩火樹繪里（演：福原遙）
真人影劇原創角色。二年級。反學生會集團「村落」幹部。
犬八十夢（演：伊藤萬理華）
真人影劇原創角色。二年級。反學生會集團「村落」成員。

### 狂賭之淵 雙

#### 主要角色
早乙女芽亞里（聲：田中美海，演：森川葵）
參見主要角色
花手毬津津麗（聲：本泉莉奈，演：秋田汐梨）
早乙女芽亞里的同班同學，為個性溫和的富家千金。對音樂有天賦擅長鋼琴。曾與芽亞里就讀同一所小學，自中學起即就讀百花王學園，淪為家畜期間遭受嚴重的欺凌，經芽亞里要求她脫離家畜身分的激勉與協助後脫離家畜身分。愛慕芽亞里，認定她是自己的王子。在《狂賭之淵 雙》為芽亞里的主要盟友之一。《狂賭之淵 雙》最終話為了精修鋼琴，選擇前往海外留學，離開百花王學園。
戶隱雪見（聲：大地葉，演：萩原農）
時任文藝社社長的三年級女學生。兒時個性活潑男孩子氣，懂事後開始喜歡閱讀，不擅應對他人特別關注的視線。擁有學園最沒人氣的賭場，在將被回收之際，芽亞里贏走了使用權，後來與芽亞里和津津麗共同經營。在《狂賭之淵 雙》為芽亞里的主要盟友之一。《狂賭之淵 雙》最終話從百花王學園畢業，與芽亞里、津津麗告別。

#### 次要角色

##### 學生會
壬生臣葵（聲：山下誠一郎，演：佐野勇斗）
時任學生會的會計及執行長，神神廻有愛的親戚。出身於由平安时代傳承千年至今、在政商界極具影響力的壬生臣家族。暗地成立善咲會，作為善咲會會長與學生會長對峙，表面上要扭轉不合理的家畜制度，實際上是替他個人謀取更大的權力。赌博能力相当杰出，从来没有输过，聚乐幸子评价他跟桃喰绮罗莉一样善于赌博。看似平易近人，實則是冷酷的現實主義者，毫不留情地拋棄了失敗者，把自己與未婚妻三春瀧咲良的關係視作有利益的政治婚姻，並且對她沒有愛。三春瀧咲良形容其為不允許自己之上的存在、且會為顛覆對方不計代價的男人。將芽亞里視為影響善咲會與學生會長權力鬥爭的關鍵人物，多番使出手段拉攏或脅迫芽亞里入會遭拒。
學園撩亂祭期間，為了讓綺羅莉無暇應對真正的崛起，利用善咲會多數成員（含幹部和「家畜」階級者）向學生會發起複數公式戰，實則將參戰的善咲會成員當成棄子。向文藝部提出「國家偷盜戰」的賭局，被芽亞里當面提出「葵敗北就要和咲良解除婚約」的附加條件，試圖用10億日圓賭資設局威逼芽亞里獲勝，欲藉此機會令學生會背負5000億日圓債務兼逼迫绮罗莉下台，卻因為花手毬和戶隱選擇支持芽亞里、聚樂於「國家偷盜戰」的局外賭局押10億日圓賭文藝社勝利，導致計劃產生變化。最終因為安排對戰順序失誤、加著違反規則延遲不開牌而被判敗北，被咲良打了一記耳光後坦承了自己的無能懦弱和體認咲良的優點，後悔未能守護自己和咲良的幸福，正式轉學離開百花王學園前始理解自己不被綺羅莉放在眼裡的事實，亦導致神神廻有愛為了替葵復仇而策劃奪取文藝部。《狂賭之淵 雙》最終話計畫前往遠方的大學求學。
聚樂幸子（聲：甲斐田裕子，演：長井短）
時任學生會的風紀股長代表，中等規模企業社長的獨生女。擅長粉碎對手的戰略和千術，喜歡看到天才淪落成敗者，因而在桃喰綺蘿莉與壬生臣葵的鬥爭中保持中立。被伊吹壯太郎形容是個不能算同伴或敵人的危險女性。把芽亞里當作新的玩具，在芽亞里參與的多次賭博中都有旁觀。壬生臣葵和文藝部進行「國家偷盜戰」賭局期間，因為看不下壬生臣葵玩弄芽亞里精神的行為，發起局外賭局押10億日圓賭文藝社勝利。被刻意成為「家畜」的神神廻有愛鎖定為復仇對象和發起公式戰，偕同芽亞里、有愛對賭期間，芽亞里借用聚樂的局勢與之聯手擊潰有愛，在津津麗決意替有愛擲骰後，提出津津麗擲骰獲勝便算文藝部獲勝，代替芽亞里擲骰敗北。《狂賭之淵 雙》最終話從百花王學園畢業，將魅久良託付給芽亞里。
三春瀧咲良（聲：高橋李依，演：生田繪梨花）
時任學生會的美化股長代表，善咲會的評議員，其家族影響力和壬生臣家族不分軒輊。為人正直，擁有過人的觀察力和分析能力，與壬生臣葵有婚約，本人很在意葵。對於葵欲拉攏芽亞里感到不服氣，因而向芽亞里發出賭博挑戰，參加「尋寶遊戲」賭局敗給芽亞里等人後，被葵解除善咲會評議員職位，同時得知葵僅將婚約當成政治利益籌碼的事實。為了對抗葵遂邀請芽亞里聯手對抗上下凪和伊吹壯太郎。由於葵在「國家偷盜戰」敗北，使咲良和葵的婚約作廢，斥責葵辜負家畜的信任和背叛利用善咲會成員，卻在關鍵時刻沒有勇氣承擔的行動和不讓她看見脆弱的事實。《狂賭之淵 雙》最終話從百花王學園畢業，感謝芽亞里等人的關照。

##### 善咲會
壬生臣葵創立的祕密組織，以「善於綻放若百花笑」（「咲」為「笑」的古字，日文裡意為「綻放」）為口號，組織結構表面上為合議制，實際上是由壬生臣獨攬大權。《雙》漫畫中隨著壬生臣敗給時任文藝社被迫離校，其他成員們也自行解散了善咲會。
久留米空琉實
善咲会的评议员，擅于和他人打交道的辣妹，是個單純享樂主義且樂衷承擔賭博風險的狂人。在「配对遊戲」赌局中認識早乙女芽亚里等人，后來为了观察芽亚里而加入文艺社，试图说服她加入善咲会，同時對她抱有极大的兴趣。伊吹壯太郎和上下凪在聚樂主持的賭局敗給文藝社後，主動向聚樂幸子發起賭博，導致文藝社令善咲會不得參與崛起的策略失效。善咲會解散後，仍和芽亞里等人保持往來。《狂賭之淵 雙》最終話從百花王學園畢業。
下月卖奥理
成绩优异的特待生，班級的图书股長，個性憂鬱的少女。在壬生臣葵招攬芽亞里失敗後，將她招攬為善咲会的评议员作為替代。对壬生臣抱有好感，對芽亞里懷有極大敵意。具有照相機記憶之能力，能够把看到的东西以影像形式原封不動记录下来，中學时期長年与五十岚清华争夺年级第一。曾在進行「考试对战游戏」期間聯同爱浦心孤立芽亞里，但以落敗收場；後來為肅清背叛葵的妪之头姐妹，參加「隱藏的規則」賭局，結果被芽亚里和佐渡美久良反擊敗北。
學校繚亂祭期間對綺羅莉發起公式戰，進行「雙人花札」賽局但敗給綺羅莉。《狂賭之淵 雙》最終話是唯一沒有在畢業典禮會見芽亞里的組織成員。
妪之头直子、妪之头傍子
通稱妪之头姐妹，垒球社成员，善咲会的評議員。透過賭博取得完全聽從自己的朋友，欲取代壬生臣葵成為善咲會會長。姊妹倆參加「隱藏的規則」賭局落敗後，下月卖奥理向葵提議肅清背叛的姊妹倆，被葵拒絕。
學校繚亂祭期間對西洞院百合子發起公式戰，起初取得險勝，但因對方要加注高額賭金而收手。《狂賭之淵 雙》最終話從百花王學園畢業，投身棒球界。
六条惠音留
摄影社社长，善咲会的評議員，平常習慣配戴「×」型圖案的口罩。超級喜歡看助手清水露出和迷路小孩子一樣的為難表情。經常指示部員出售女同學出洋相的照片予一些變態，喜欢拍摄女性裸体，夢想藉著拍攝女性裸體和學園男性們建立聯繫，進而成為專職攝影師。以文艺社存亡为筹码向花手毬津津麗和户隐雪见发起“偷拍棒球拳”赌局，敗北後被戶隱雪见拍到上身裸體而放棄夺取文艺部，遂向花手毬津津麗和户隐雪见透露善咲会欲趁著「繚亂賞」起義推翻綺羅莉的情報。學校繚亂祭期間對優芽美發起公式戰，但以失敗坐收。《狂賭之淵 雙》最終話從百花王學園畢業，將成為實習攝影師，繼續讓清水擔任助理。
伊吹壯太郎（演：遠藤史也）
二年級生，劍道社社長，善咲會的評議員，大型建築公司的少東。為人謹慎。在自己欠下學生會債務成為家畜而被一年級生欺負時，上下凪出手相助並邀請他加入善咲會。後來，由於壬生臣葵有着強大的志願去打敗學生會會長桃喰綺羅莉，所以不論善惡也想要幫助他，因此痛恨所有背叛葵同學的人，並曾建議由自己放逐和處理妪之头姐妹。上下凪暗中吐嘈他是個容易使喚的人，以及為最喜歡的葵同學辦事會很高興。上下凪以幫助葵為由唆使他去打敗早乙女芽亞里以證明自己有用，接著他再度被凪唆使聯合對付三春瀧咲良和早乙女芽亞里，企圖贏取咲良的美化股長代表之位並迫使芽亞里加入善咲會，以示自己的必要性，結果因為在賭局裡敗給三春瀧咲良，作為承擔代價必須和上下凪放棄奪取文藝社和不得參加決起。敗給三春瀧咲良後，咲良邀請壯太郎共同對抗葵，壯太郎以「想要成為配得上『像葵般為家畜著想而行動的意志』的人、將來要實現這般志向」為由婉拒咲良的邀請。《狂賭之淵 雙》最終話從百花王學園畢業。
上下凪（演：犬飼貴丈）
二年級生，善咲会的评议员，與伊吹壯太郎搭檔。外表看似斯文，實則富心機。起先和壯太郎只是同班同學的關係，在壯太郎因欠下學生會債務成為家畜而被一年級生欺負時，出手幫助他，並且邀請他加入善咲會。曾經帶著壯太郎至文藝部經營的賭場贏得多回賭局，試圖摧毀芽亞里為首的文藝部同盟，偕同壯太郎參與聚樂幸子主持的賭博雙打賽，以芽亞里本人作為賭資參與「Full count 21點」，結果敗於芽亞里，作為承擔代價必須和壯太郎放棄奪取文藝社和不得參加決起。《狂賭之淵 雙》最終話從百花王學園畢業。

#### 其他角色
爱浦心（演：福本莉子）
時任一年華班學生，在早乙女芽亚里转学到百花王学园的第一天，虐待成为家畜的花手毬津津麗。之后，與芽亚里进行“时短大富翁”赌局，惟败北；之後在進行「考试对战游戏」期間聯同下月卖奥理及全班同學孤立芽亞里，同樣落敗收場，但芽亞里反而出言阻止合謀的同學對心的奚落。偕同琉璃鸟抚子在文藝社參賭期間，被中途加入賭局的壯太郎與上下凪逼至敗北。《狂賭之淵 雙》最終話被芽亞里要求向曾被其欺凌的津津麗道歉後逃走。
佐渡美久良（聲：古賀葵，演：佐佐木美玲）
聚樂幸子的專屬家畜。有受虐癖情節，喜歡被她狠狠地鞭打，對聚樂幸子十分忠心，唯有在擔任荷官或單獨行動的時候，才會摘掉聚樂幸子為她佩戴的狗鍊條。掌握著校園的廣泛情報網。成為家畜之前原本是個以看見落敗者為樂的人，但在多次賭博敗給聚樂幸子翻身未遂後，體認自己無論如何都無法翻身和對落敗者姿態共感的心理，從此成為聚樂的專屬家畜。芽亞里等人進行「配对遊戲」赌局的荷官兼裁判。害怕芽亞里成為聚樂的家畜後自己會失寵，因而協助芽亞里進行「隱藏的規則」賭局。亦在多場賭局擔任荷官的角色。神神廻有愛向聚樂幸子發起「公式戰」期間，動用「家畜」的特權對聚樂幸子發起「公式戰」。《狂賭之淵 雙》最終話有意退學隨從百花王學園畢業的聚樂幸子，但被對方拒絕和託付給芽亞里。
琉璃鸟抚子
古典音乐研究会会长。擅长弹钢琴，希望在競賽上贏過花手毬津津麗，惟父親只給她買日本製的鋼琴，因而渴望擁有施坦威三角鋼琴。個性直率傲慢，對少數願意當她朋友的久留米空琉實有著矛盾的情感。久留米空琉實邀請芽亞里與琉璃鸟撫子對決，純粹因為撫子就是個老千，空琉實則一直給沒有生意的抚子帶來冤大頭。向芽亞里發起「聽重千金」賭局賽並從中設計千局，被芽亞里看穿手法而遭反擊敗北。偕同爱浦心在文藝社參賭期間，被中途加入賭局的壯太郎與上下凪逼至敗北。葵敗給芽亞里後，詢問花手毬是否有前往維也納留學的打算，和前來參觀高校部的豪兜命、曾我正業發起「聽重千金」賭局賽，結果被兜命和正業、時任代理學生會會計豆生田楓揭發出千的事實，欠下900萬日圓的債務。《狂賭之淵 雙》最終話極力勸諫津津麗前往海外求學。
清水
摄影社成員兼六條惠音留的助手，六條惠音留超級喜歡看她露出和迷路小孩子一樣的為難表情，惟已對她的女體厭倦。《狂賭之淵 雙》最終話繼續擔任六條惠音留的助手。
輪田由水佳
時任一年華班學生，在芽亞里、奧理、爱浦心參與的「考试对战游戏」擔任賭局裁判。
乾 千歳
時任3年牡丹班（《雙》漫畫第69話為花班）女學生，名企業社長千金。曾多度參加「交友派對」賭局、和芽亞里組隊參加「交友派對」賭局的隊友。因為對手的賄絡而暗地打信號，導致芽亞里和文藝社的策略被透漏給對方知道，一度陷入不利，後來被芽亞里揭穿其作弊手段。文藝社被奪取後，試圖透過出千在賭局中牟利，結果被正業和兜命發現舞弊並索討封口費。
結 奏
時任私立百花王学園2年生。大企業家的私生子。頭腦普通但富氣量。偕同其他友人參加「交友派對」賭局，賄絡乾千歳協助賭局，對花手毬十分留意，但因為作戰策略，故於首回合時選擇和戸隠雪見作為「配對」對象而「成立配對」；第二回合鎖定以「一起過夜」為約會優惠條件的雪見且和千歲串通，結果因為芽亞里的策略令「配對」失敗。事後用首回合贏得的「共餐」特典邀請芽亞里等人吃飯，被芽亞里指謫「個性過於輕浮」，此後對芽亞里抱有好感，試圖接近後者但以失敗告終。
兜命、正業、有愛奪取文藝社后，被芽亞里邀請合作組隊對抗神神廻有愛三人組。《狂賭之淵 雙》最終話在畢業典禮當天向芽亞里告白。
越智丸投
結奏的友人，稱呼結奏「少爺」。因為被參賭者出千而輸掉20萬日圓，但由於兜命和正業揭穿出千者的手段始得知真相。被芽亞里邀請加入對抗神神廻有愛三人組的計畫。
鬼柱
結奏的友人。被芽亞里邀請加入對抗神神廻有愛三人組的計畫。
大恩寺
結奏的友人，理智派。被芽亞里邀請加入對抗神神廻有愛三人組的計畫。
?
名字暫不詳，結奏的友人，雖被芽亞里邀請加入對抗神神廻有愛三人組的計畫，但對於芽亞里的作戰計畫懷有疑慮。在所屬賭場主持賭局期間，發現兜命和正業光顧賭場，試圖通報芽亞里但被逮個正著。
豪兜命
時任私立百花王学園初中部女學生，正業的青梅竹馬。擁有敏銳的視覺觀察力。過去曾一度淪為家畜，和正業、有愛合作才脫離家畜身份，此後經常和正業穿梭各賭場揭穿出千者。初登場時在體驗入學活動期間和曾我找上抚子進行「聽重千金」賭局，擊敗對方令其欠下900萬日圓的債務，合謀在和文藝社的賭局令芽亞里、花手毬失算敗北。因為中了芽亞里聯合結奏等人聯合設計的千術圈套，試圖揭穿千局未果而敗北，被芽亞里趁機套問有愛的情報。在有愛敗給芽亞里與聚樂幸子後吃驚不已。《狂賭之淵 雙》最終話仍繼續跟著有愛。
曾我正業
時任私立百花王学園初中部男學生，豪兜命的青梅竹馬。擁有靈活的分析能力。過去曾一度淪為家畜，和豪兜命、有愛合作才脫離家畜身份，此後經常和兜命穿梭各賭場揭穿出千者。初登場時在體驗入學活動期間和豪兜找上抚子進行「聽重千金」賭局，擊敗對方令其欠下900萬日圓的債務，合謀在和文藝社的賭局令芽亞里、花手毬失算敗北。因為中了芽亞里聯合結奏等人聯合設計的千術圈套，試圖揭穿千局未果而敗北，被芽亞里趁機套問有愛的情報。在有愛敗給芽亞里與聚樂幸子後吃驚不已。《狂賭之淵 雙》最終話仍繼續跟著有愛。
神神廻有愛
時任私立百花王学園初中部三年級女學生，壬生臣葵的親戚，自幼和葵一起生活，視其為兄長，給人有禮印象但頗富心機。與豪兜命、曾我正業為搭檔關係。因為葵在賭局中受聚樂幸子干預敗給芽亞里，加著綺羅莉對被迫轉學離校的葵顯露輕蔑態度，對聚樂幸子和綺羅莉懷有敵意。
初登場時在體驗入學活動期間，為了接近芽亞里向文藝部發起賭博但被雪見及時阻止，獲得雪見允許以體驗入部的形式暫時加入文藝部。在花手毬代替琉璃子和三人組對賭期間設局，暗地對所有的撲克牌動手腳，導致了花手毬的敗北兼奪取文藝社成為繼任社長。
為了挑戰聚樂幸子和綺羅莉，在繳納「上納金」期間刻意繳交日幣1元，取得「家畜」的身份和發動「公式戰」的權利，向聚樂幸子發起「公式戰」，結果在「封建遊戲」賭局後期遭芽亞里與聚樂幸子聯合設局夾攻敗北，欠債1億2千萬日圓。最終因為津津麗在與聚樂幸子擲骰的賭局獲勝而免於懲處。
大鱷仁羽
學生會選舉管理委員會成員，所有的選舉管理委員都與選舉管理委員長一樣穿著動物布偶裝，負責任何學生會選舉戰的賭局。為聚樂幸子、早乙女芽亞里、神神廻有愛進行「封建遊戲」的賭局荷官。

### 狂賭之淵 妄

#### 主要角色
濡羽綾女
生志摩妄偶然遇見的弱氣少女。初登場時因為被鳳那那連續設局強迫參賭，在欠下1000萬圓債務且欲墜樓尋短時被生志摩妄制止。再度被鳳那那強迫參加賭局期間，因為生志摩妄揭發鳳那那出千的實情，轉而參加和贏得生志摩妄主持的「Hand Knife Trick」賭局成功勾銷債務，被生志摩妄提出成為美化股長的邀約。對抗羽羽斬直美的賭局中，一度輸掉生志摩妄提供的12億1000萬鉅款，但後來將生志摩妄的地位以15億1000萬的賭本再度發起挑戰而逆轉獲勝。

#### 次要角色
羽羽斬直美
美化股長組副代表，個性淡定的少女。認為生志摩妄是美化股長組裡的問題人物，為此反對生志摩妄推薦的濡羽加入美化股長組，而將3億日幣的美化股長組活動資金作為賭本，和濡羽進行對賭。曾一度混淆濡羽的判斷佔上風，但後來試圖再度混淆對方的時候，因為濡羽閉眼無視羽羽斬的混牌手法而失算，最後敗給濡羽。事後生志摩妄為維持美化股長制度運作，以私人方式抵消3億日幣的債務，羽羽斬也認可濡羽成為美化股長組成員。雖然本人不願承認，實則對生志摩妄產生愛慕之情。

#### 其他角色
遠雨、樞戶、舍之岳
生志摩妄不良少女跟班中的三位（還有其他沒入組的跟班），在美化股長們因不滿生志摩而辭職後，一同受到她的入組邀請，雖同樣遭受羽羽斬反對，但以「膽小鬼輪盤」賭局對決後，其膽量獲得認可，而得以試用性地加入。
鳳那那
傲氣的女學生。習慣設局欺騙女性當事者，透過黑道攬客充當皮條客賺取受害者的皮肉錢。初登場時藉著連續設局濡羽令其背負1000萬圓債務，並脅迫對方若不參加賭局，便得賣身償債。再度對濡羽設局出千時，被生志摩妄揭露舞弊，在「Hand Knife Trick」賭局敗給濡羽。後因為生志摩妄將鳳那那名下牽涉非法性交易的一半受害學生名單呈報給綺羅莉，讓學生會出資為受害學生償債和轉移債權，被生志摩妄要脅提出「絞刑賓果遊戲」賭局並擊敗她，強迫濡羽和羽羽斬加入賭局意圖報復，結果因為濡羽的抵抗以失敗告終，最終被生志摩妄編攬進美化組。
寺須美栗霧
學校的問題女學生，被鳳那那邀請協助物色被當成肥羊的女生，讓鳳那那剝削被害女生，但在聽聞鳳那那被生志摩妄鎖定的消息後拒絕和她合作，警告鳳那那有關生志摩妄所屬的小團隊瘋狂程度非比尋常。

## 出版書籍

### 漫畫
- 《狂賭之淵》原作：河本焰、作畫：尚村透 SQUARE ENIX〈GANGAN Comics JOKER〉、出版19卷

| 卷數 | 史克威爾艾尼克斯 | 史克威爾艾尼克斯       | 青文出版社     | 青文出版社                                              |
| 卷數 | 發售日期         | ISBN                   | 發售日期       | EAN / ISBN                                              |
| ---- | ---------------- | ---------------------- | -------------- | ------------------------------------------------------- |
| 1    | 2014年10月22日   | ISBN 978-4-7575-4449-9 | 2016年4月8日   | EAN 471-8016-01792-4 EAN （特別版）                     |
| 2    | 2014年12月22日   | ISBN 978-4-7575-4510-6 | 2016年6月22日  | EAN 471-8016-01858-7 EAN 471-8016-02478-6（特別版）     |
| 3    | 2015年6月22日    | ISBN 978-4-7575-4672-1 | 2016年8月11日  | EAN 471-8016-01912-6 EAN 471-8016-02479-3（特別版）     |
| 4    | 2015年12月22日   | ISBN 978-4-7575-4837-4 | 2016年10月27日 | EAN 471-8016-02015-3 EAN 471-8016-02480-9（特別版）     |
| 5    | 2016年5月21日    | ISBN 978-4-7575-4983-8 | 2017年1月20日  | EAN 471-8016-02135-8 EAN （特別版）                     |
| 6    | 2017年2月22日    | ISBN 978-4-7575-5251-7 | 2017年8月10日  | EAN 471-8016-02442-7 EAN 471-8016-02482-3（特別版）     |
| 7    | 2017年6月22日    | ISBN 978-4-7575-5382-8 | 2017年11月20日 | EAN 471-8016-02653-7 EAN 471-8016-02654-4（特別版）     |
| 8    | 2017年8月22日    | ISBN 978-4-7575-5448-1 | 2018年2月1日   | EAN 471-8016-02795-4 EAN 471-8016-02796-1（特別版）     |
| 9    | 2018年1月27日    | ISBN 978-4-7575-5594-5 | 2018年8月20日  | ISBN 978-986-356-537-6 EAN 471-8016-03389-4（特別版）   |
| 10   | 2018年8月22日    | ISBN 978-4-7575-5816-8 | 2019年1月19日  | ISBN 978-986-356-756-1 EAN 471-8016-03488-4（特別版）   |
| 11   | 2019年3月22日    | ISBN 978-4-7575-6000-0 | 2019年10月21日 | ISBN 978-986-512-085-6 EAN 471-8016-03690-1（特別版）   |
| 12   | 2019年12月21日   | ISBN 978-4-7575-6437-4 | 2020年8月20日  | ISBN 978-986-512-408-3 EAN 471-8016-03795-3（特別版）   |
| 13   | 2020年6月22日    | ISBN 978-4-7575-6703-0 | 2021年4月8日   | ISBN 978-986-512-718-3 ISBN 978-986-512-804-3（特別版） |
| 14   | 2021年2月22日    | ISBN 978-4-7575-7101-3 | 2021年11月17日 | ISBN 978-626-303-733-5 ISBN 978-626-303-734-2（特別版） |
| 15   | 2021年10月21日   | ISBN 978-4-7575-7533-2 | 2022年9月5日   | ISBN 978-626-322-762-0 ISBN 978-626-322-763-7（特別版） |
| 16   | 2022年9月22日    | ISBN 978-4-7575-8147-0 | 2023年6月5日   | ISBN 978-626-340-832-6 ISBN 978-626-340-833-3（特別版） |
| 17   | 2023年7月22日    | ISBN 978-4-7575-8674-1 | 2024年7月22日  | ISBN 978-626-399-221-4 ISBN 978-626-399-222-1（特別版） |
| 18   | 2024年7月22日    | ISBN 978-4-7575-9308-4 | 2025年8月13日  | ISBN 978-626-422-959-3 ISBN 978-626-422-960-9（特別版） |
| 19   | 2025年3月22日    | ISBN 978-4-7575-9760-0 |                |                                                         |

- 《狂賭之淵 雙》原作：河本焰、作畫：齋木桂 SQUARE ENIX〈GANGAN Comics JOKER〉、全15卷

| 卷數 | 史克威爾艾尼克斯 | 史克威爾艾尼克斯       | 青文出版社     | 青文出版社             | 青文出版社             |
| 卷數 | 發售日期         | ISBN                   | 發售日期       | 通常版 EAN / ISBN      | 限定版 EAN             |
| ---- | ---------------- | ---------------------- | -------------- | ---------------------- | ---------------------- |
| 1    | 2015年12月22日   | ISBN 978-4-7575-4838-1 | 2017年2月2日   | EAN 471-8016-02165-5   | 不適用                 |
| 2    | 2016年5月21日    | ISBN 978-4-7575-4984-5 | 2017年5月11日  | EAN 471-8016-02354-3   | EAN 471-8016-02355-0   |
| 3    | 2017年2月22日    | ISBN 978-4-7575-5252-4 | 2017年8月10日  | EAN 471-8016-02444-1   | EAN 471-8016-02483-0   |
| 4    | 2017年6月22日    | ISBN 978-4-7575-5383-5 | 2017年12月14日 | EAN 471-8016-02697-1   | EAN 471-8016-02698-8   |
| 5    | 2017年7月22日    | ISBN 978-4-7575-5414-6 | 2018年4月10日  | EAN 471-8016-02885-2   | EAN 471-8016-02886-9   |
| 6    | 2018年1月27日    | ISBN 978-4-7575-5595-2 | 2018年8月16日  | ISBN 978-986-356-538-3 | EAN 471-8016-03385-6   |
| 7    | 2018年8月22日    | ISBN 978-4-7575-5817-5 | 2019年4月18日  | ISBN 978-986-356-869-8 | EAN 471-8016-03598-0   |
| 8    | 2019年3月22日    | ISBN 978-4-7575-6064-2 | 2019年12月19日 | ISBN 978-986-512-167-9 | EAN 471-8016-03711-3   |
| 9    | 2019年12月21日   | ISBN 978-4-7575-6438-1 | 2020年9月7日   | ISBN 978-986-512-443-4 | EAN 471-8016-03807-3   |
| 10   | 2020年6月22日    | ISBN 978-4-7575-6704-7 | 2021年1月21日  | ISBN 978-986-512-717-6 | ISBN 978-986-512-807-4 |
| 11   | 2021年2月22日    | ISBN 978-4-7575-7102-0 | 2021年11月15日 | ISBN 978-626-303-731-1 | ISBN 978-626-303-732-8 |
| 12   | 2021年10月21日   | ISBN 978-4-7575-7534-9 | 2022年9月5日   | ISBN 978-626-322-760-6 | ISBN 978-626-322-761-3 |
| 13   | 2022年9月22日    | ISBN 978-4-7575-8148-7 | 2023年6月5日   | ISBN 978-626-340-834-0 | ISBN 978-626-340-835-7 |
| 14   | 2023年7月22日    | ISBN 978-4-7575-8675-8 | 2024年7月15日  | ISBN 978-626-383-940-3 | ISBN 978-6-2638-3975-5 |
| 15   | 2024年7月22日    | ISBN 978-4-7575-9309-1 | 2025年7月10日  | ISBN 978-626-422-559-5 | ISBN 978-626-422-560-1 |

- 《狂賭之淵（假）》原作：河本焰、作畫：川村拓 SQUARE ENIX〈GANGAN Comics JOKER〉、全10卷

| 卷數 | 史克威爾艾尼克斯 | 史克威爾艾尼克斯       | 青文出版社     | 青文出版社             |
| 卷數 | 發售日期         | ISBN                   | 發售日期       | EAN / ISBN             |
| ---- | ---------------- | ---------------------- | -------------- | ---------------------- |
| 1    | 2017年7月22日    | ISBN 978-4-7575-5384-2 | 2018年7月18日  | EAN 471-8016-03315-3   |
| 2    | 2017年8月22日    | ISBN 978-4-7575-5449-8 | 2018年10月22日 | ISBN 978-986-356-634-2 |
| 3    | 2018年1月27日    | ISBN 978-4-7575-5596-9 | 2019年1月31日  | ISBN 978-986-356-798-1 |
| 4    | 2018年8月22日    | ISBN 978-4-7575-5818-2 | 2019年6月10日  | ISBN 978-986-356-945-9 |
| 5    | 2019年3月22日    | ISBN 978-4-7575-6065-9 | 2019年10月3日  | ISBN 978-986-512-084-9 |
| 6    | 2019年12月21日   | ISBN 978-4-7575-6439-8 | 2020年8月13日  | ISBN 978-986-512-444-1 |
| 7    | 2020年6月22日    | ISBN 978-4-7575-6705-4 | 2021年3月8日   | ISBN 978-986-512-846-3 |
| 8    | 2021年2月22日    | ISBN 978-4-7575-7103-7 | 2021年12月30日 | ISBN 978-626-303-871-4 |
| 9    | 2021年10月21日   | ISBN 978-4-7575-7535-6 | 2023年6月19日  | ISBN 978-626-340-523-3 |
| 10   | 2023年7月22日    | ISBN 978-4-7575-8676-5 | 2025年5月25日  | ISBN 978-626-422-489-5 |

- 《狂賭之淵 妄》原作：河本焰、作畫：柊裕一 SQUARE ENIX〈GANGAN Comics JOKER〉、全4卷

| 卷數 | 史克威爾艾尼克斯 | 史克威爾艾尼克斯       | 青文出版社     | 青文出版社             |
| 卷數 | 發售日期         | ISBN                   | 發售日期       | EAN                    |
| ---- | ---------------- | ---------------------- | -------------- | ---------------------- |
| 1    | 2017年7月22日    | ISBN 978-4-7575-5415-3 | 2018年7月19日  | EAN 471-8016-03316-0   |
| 2    | 2018年1月27日    | ISBN 978-4-7575-5597-6 | 2018年10月22日 | ISBN 978-986-356-635-9 |
| 3    | 2018年8月22日    | ISBN 978-4-7575-5819-9 | 2019年3月20日  | ISBN 978-986-356-828-5 |
| 4    | 2020年6月22日    | ISBN 978-4-7575-6706-1 | 2021年3月22日  | ISBN 978-986-512-936-1 |

- 《狂賭之淵官方漫畫選集 狂賭之淵 萬》 SQUARE ENIX〈GANGAN Comics JOKER〉、全1卷

1. 2017年7月22日發售、ISBN 978-4-7575-5416-0

### 小說
- 原作：河本焰、尚村透、著者：武野光

| 卷數 | 史克威爾艾尼克斯 | 史克威爾艾尼克斯       | 青文出版社    | 青文出版社             |
| 卷數 | 發售日期         | ISBN                   | 發售日期      | ISBN                   |
| ---- | ---------------- | ---------------------- | ------------- | ---------------------- |
| 悅   | 2017年8月22日    | ISBN 978-4-7575-5450-4 | 2018年8月16日 | ISBN 978-986-356-518-5 |
| 戲   | 2019年3月22日    | ISBN 978-4-7575-6066-6 |               |                        |

### 導讀本
- 狂賭之淵 愛（賭ケグルイ愛）

1. 2018年1月27日發行、ISBN 978-4-7575-5598-3

## 電視動畫
電視版動畫於2017年7月1日在TBS系電視台開始播出，並於2018年在Netflix上映。蛇喰夢子在2015年的單行本宣傳預告中的配音為能登麻美子，但動畫播出時是由早見沙織配音。在動畫開始之前，有標示「該節目充滿描寫賭博的行為。（在日本）法律規定是全面禁止賭博的。」「請兒童、青少年自行斟酌觀賞。」等標語。
2018年1月6日，於新宿文化中心的相關特別活動「私立百花王學園文化祭」中，發表決定製作第2期的消息，2018年8月9日發表第二期於2019年春播放，並命名為《狂賭之淵××》。※註：「×」為代表「錯誤」或「隱諱」的「叉」字符號，而非英文字母。

### 制作人員
- 原作：河本焰、尚村透
- 監督：林祐一郎
- 系列構成、劇本：小林靖子
- 角色設計：秋田學
- 美術監督：松田春香、野村正信（日语：野村正信）
- 美術設定：天田俊貴
- 色彩設計：鐮田千賀子
- CGI監督：申在勛
- 攝影監督：柳田貴志
- 編輯：廣瀨清志
- 音響監督：藤田亞紀子（日语：藤田亜紀子）
- 音樂：TECHNOBOYS PULCRAFT GREEN-FUND
- 音楽製作人：村上貴志、佐藤純之介
- 音響製作：DIVE II entertainment（日语：DIVE II entertainment）
- 製作公司：MAPPA
- 製作：「賭ケグルイ」製作委員會

### 歌曲
第1期
片頭曲「Deal with the devil」
作詞、作曲、編曲：ryo
主唱：Tia
片尾曲「LAYon-theLINE」（第9話除外）
作詞、作曲・編曲：TECHNOBOYS PULCRAFT GREEN-FUND
主唱：D-selections（小林龍之、澁谷梓希、若井友希、青山吉能、吉岡茉祐）
片尾曲「のロシアンルーレット」（第9話）
作詞：河本焰；作曲、編曲：TECHNOBOYS PULCRAFT GREEN-FUND
主唱：蛇喰夢子（早見沙織）&夢見弖優芽美（芹澤優）；舞蹈編集：芹澤優
第2期
片頭曲
作詞：尾上文；作曲、編曲：白戸佑輔
主唱：JUNNA
片尾曲「AlegriA」
作詞、作曲、編曲：TECHNOBOYS PULCRAFT GREEN-FUND
主唱：D-selections（小林龍之、澁谷梓希、若井友希、青山吉能、吉岡茉祐）
插入曲
「Deal with the devil」（第1話）
作詞、作曲、編曲：ryo
主唱：Tia
（第5話）
作詞：河本焰，作曲、編曲：TECHNOBOYS PULCRAFT GREEN-FUND
主唱：蛇喰夢子（早見沙織）&夢見弖優芽美（芹澤優）
「（奇異恩典）」（第5話）
主唱：和樂喰淑光（高垣彩陽）

### 各話標題
| 話數   | 日文標題 | 中文標題             | 劇本                        | 分鏡     | 演出                   | 作畫監督                                                                                        | 總作畫監督               | 改編自原作 |
| 第1期  | 第1期    | 第1期                | 第1期                       | 第1期    | 第1期                  | 第1期                                                                                           | 第1期                    | 第1期      |
| ------ | -------- | -------------------- | --------------------------- | -------- | ---------------------- | ----------------------------------------------------------------------------------------------- | ------------------------ | ---------- |
| 第1話  |          | 名為蛇喰夢子的女人   | 小林靖子                    | 林祐一郎 | 林祐一郎               | 神谷美也子                                                                                      | 秋田學                   | 第1話      |
| 第2話  |          | 無趣的女人           | 小林靖子                    | 林祐一郎 | 小林孝志               | 北村友幸、川島尚                                                                                | 不適用                   | 第2話      |
| 第3話  |          | 瞇瞇眼的女人         | 小林靖子                    | 林祐一郎 | 上田茂                 | 新沼大祐、柴田志朗                                                                              | 秋田學                   | 第3話      |
| 第4話  |          | 變成家畜的女人       | 瀨古浩司                    | 林祐一郎 | 大橋一輝               | 松岡秀明、加藤祐子 青木里枝、高原修司                                                           | 秋田學                   | 第4～6話   |
| 第5話  |          | 回歸為人類的女人     | 瀨古浩司                    | 林祐一郎 | 後藤康德               | 服部憲二、飯飼一幸 岡田豐廣、柴田志朗、新沼大祐                                                 | 秋田學                   | 第7～10話  |
| 第6話  |          | 邀請的女人           | 小林靖子                    | 林祐一郎 | 小林孝志               | 加藤祐子、青木里枝、大塚八愛 高澤美佳、和田伸一、池津壽繪 Kwon Yong Sang、笠野充志              | 加藤祐子 秋田學          | 第11～13話 |
| 第7話  |          | 拒絕的女人們         | 小林靖子                    | 林祐一郎 | 黑田晃一郎             | 新沼大祐、松岡秀明、西野理惠 濱田悠示、中野彰子                                                 | 秋田學                   | 第14～17話 |
| 第8話  |          | 身為偶像的女人       | 村越繁                      | 境宗久   | 後藤康德               | 高澤美佳、柴田志郎、青木里枝 和田伸一、小泉初榮、加藤祐子 新沼大祐、伊藤憲子 大島美和、齋藤美香 | 秋田學                   | 第18～21話 |
| 第9話  |          | 做夢的女人           | 村越繁                      | 境宗久   | 宇田鋼之介             | 青木里枝、大塚八愛、加藤祐子 松岡秀明、西野理恵 真島ジロウ、服部憲二                            | 西村理恵 秋田學 加藤祐子 | 第22～26話 |
| 第10話 |          | 選擇的女人           | 瀬古浩司                    | 川畑喬   | 後藤康徳               | 和田伸一、柴田志朗 高原修司、髙澤美佳、新沼大祐                                                 | 秋田學                   | 第27～31話 |
| 第11話 |          | 賭上人生的女人       | 瀬古浩司                    | 新井宣圭 | 新井宣圭               | 小泉初榮、加藤祐子、青木里枝 真島治郎、大塚八愛、松岡秀明                                       | 西村理惠                 | 第31～35話 |
| 第12話 |          | 狂賭的女人           | 小林靖子河本焰 （原作原案） | 林祐一郎 | 林祐一郎               | 秋田學、和田伸一、柴田志朗 高原修司、高澤美佳、松岡秀明 西野理惠、加藤祐子、青木里枝            | 秋田學                   | 原創       |
| 第2期  |          |                      |                             |          |                        |                                                                                                 |                          |            |
| 第1話  |          | 再次為賭而狂的女人們 | 小林靖子                    | 松田清   | 松田清                 | 柴田志朗、Kim Jae-Hyung                                                                         | 秋田學                   |            |
| 第2話  |          | 百喰一族的女人們     | 小林靖子                    | 松田清   | 高橋謙仁               | 清野厚司、加藤祐子、柴田志朗                                                                    | 秋田學                   |            |
| 第3話  |          | 不可招惹的女人們     | 小林靖子                    | 江副仁美 | 江副仁美               | 仁井學、石田千夏                                                                                | 秋田學                   |            |
| 第4話  |          | 明瞭的女人們         | 內海照子                    | 下司泰弘 | 下司泰弘               | Kim Bo-kyoung、Hong yu-mi Lee Hin-bae、Jang Sang-mi                                             | 秋田學                   |            |
| 第5話  |          | 改變的女人           | 村越繁                      | 岩田和也 | Kim Hin-Sun 西畑祐記   | Ryu Seong-Cheol、Jang Gil-Yong Hwang Il-jin、Hoo Jin-Hoo                                        | キム ゼヒョン            |            |
| 第6話  |          | 好來塢巨星的女人     | 村越繁                      | 高橋謙仁 | 高橋謙仁               | 柴田志朗、加藤祐子                                                                              | 秋田學                   |            |
| 第7話  |          | 背叛的女人           | 金田一明                    | 大石美繪 | 大石美繪               | 清水陽一、高原修司                                                                              | キム ゼヒョン 高原修司   |            |
| 第8話  |          | 不會輸的女人         | 金田一明                    | 豬狩崇   | 豬狩崇                 | 仁井學、石田千夏                                                                                | 高原修司                 |            |
| 第9話  |          | 身旁的女人           | 瀨古浩司                    | 川畑喬   | 後藤康俊 Kim Sang-yeob | Jang Gil-Yong、Hwang Il-jin Hong yu-mi                                                          | キム ゼヒョン            |            |
| 第10話 |          | 法理的女人           | 瀨古浩司                    | 松林唯人 | 原英和                 | 安田祥子、青木里枝、清水陽一                                                                    | 秋田學                   |            |
| 第11話 |          | 背負×的女人          | 村越繁                      | 林祐一郎 | 佐藤威                 | 柴田志朗、加藤祐子 仁井学、石田千夏                                                             | 高原修司                 |            |
| 第12話 |          | 為零的女人           | 小林靖子                    | 林祐一郎 | 松田清                 | 仁井學、石田千夏 青木里枝、安田祥子                                                             | 秋田學                   |            |

### 電視播放
日本深夜動畫：下文記載的日本国内播放時間使用日本標準時間（UTC+9）表示。因為部分時間标识會採用30小时制，因此請留意这类超过24:00的时间，其實際播放時間為翌日清晨。
| 播放地區   | 播放電視台     | 播放日期       | 播放時間                              | 所屬聯播網 | 備註                                 |
| ---------- | -------------- | -------------- | ------------------------------------- | ---------- | ------------------------------------ |
| 東京都     | 東京都會電視台 | 2017年7月1日－ | 星期六 22時00分－22時30分             | 獨立局     |                                      |
| 近畿廣域圈 | 毎日放送       | 2017年7月2日－ | 星期日 2時38分－3時08分（星期六深夜） | 日本新聞網 | 製作委員會參加 『Anime Shower』第2部 |
| 日本全國   | 日本BS放送     | 2017年7月3日－ | 星期一 2時00分－2時30分（星期日深夜） | 衛星電視   | BS放送 『ANIME+』節目                |
| 福岡縣     | RKB每日放送    | 2017年7月6日－ | 星期四 2時30分－3時08分（星期三深夜） | 日本新聞網 |                                      |
| 愛知縣     | 愛知電視台     | 2017年7月6日－ | 星期四 3時05分－3時35分（星期三深夜） | 日本新聞網 |                                      |

### BD／DVD
| 卷數  | 發售日期       | 收錄話數       | 規格編號   | 規格編號   |
| 卷數  | 發售日期       | 收錄話數       | BD         | DVD        |
| 第1季 | 第1季          | 第1季          | 第1季      | 第1季      |
| ----- | -------------- | -------------- | ---------- | ---------- |
| 1     | 2017年10月13日 | 第1話－第2話   | EYXA-11508 | EYBA-11507 |
| 2     | 2017年11月10日 | 第3話－第4話   | EYXA-11510 | EYBA-11509 |
| 3     | 2017年12月15日 | 第5話－第6話   | EYXA-11512 | EYBA-11511 |
| 4     | 2018年1月12日  | 第7話－第8話   | EYXA-11514 | EYBA-11513 |
| 5     | 2018年2月9日   | 第9話－第10話  | EYXA-11516 | EYBA-11515 |
| 6     | 2018年3月9日   | 第11話－第12話 | EYXA-11518 | EYBA-11517 |
| 第2季 |                |                |            |            |

## 電視劇
《狂賭之淵》改編自同名漫畫作品，電視劇自2018年1月起於MBS電視台製作的Dramaism播出，導演為英勉。蛇喰夢子由濱邊美波飾演，鈴井涼太由高杉真宙飾演。而第二季則由2019年4月1日起播出，並加入了於上一季未出現的角色。網路劇《狂賭之淵雙》則由2021年3月26日起於Amazon Prime Video播出，劇情亦改編自同名外傳漫畫。

### 演員
第1季
- 蛇喰夢子：濱邊美波
- 鈴井涼太：高杉真宙
- 早乙女芽亞里：森川葵
- 皇伊月：松田路加
- 西洞院百合子：岡本夏美
- 生志摩妄：柳美稀
- 豆生田楓：中川大志
- 五十嵐清華：中村由里香
- 黃泉月瑠奈：三戶夏芽（日语：三戸なつめ）
- 木渡潤：矢本悠馬
- 蕾奈奈美：松本妃代

第2季
- 桃喰綺羅莉：池田依來沙[46]
- 桃喰莉莉香：池田依來沙
- 夢見弖優芽美：松村沙友理（乃木坂46）
- 新渡戸九：小野寺晃良

狂賭之淵雙
- 壬生臣葵：佐野勇斗
- 三春滝咲良：生田繪梨花（乃木坂46）
- 花手毬津津麗：秋田汐梨
- 愛浦心：福本莉子
- 上下凪：犬飼貴丈
- 佐渡美久良：佐佐木美玲（日向坂46）
- 桃喰綺羅莉：池田依來沙
- 戶隱雪見：萩原農
- 聚樂幸子：長井短（日语：長井短）
- 伊吹壯太郎：遠藤史也

### 片頭曲
第一季、第二季、雙：
作詞、作曲：津野米咲
主唱：Re:versed（第一季）/ PassCode（第二季、雙）（Universal J）

### 片尾曲
第一季：「Strawberry Feels」
主唱：BIGMAMA（Universal J）
第二季：「Mummy Mummy」
主唱：BIGMAMA
雙：「逆行」
主唱：崎山蒼志

### 播映日程
| 話數   | 導演               | 播映日期       |
| 第一季 | 第一季             | 第一季         |
| ------ | ------------------ | -------------- |
| 第1話  | 英勉               | 2018年 1月15日 |
| 第2話  | 英勉、茂木克仁     | 1月22日        |
| 第3話  | 茂木克仁           | 1月29日        |
| 第4話  | 茂木克仁           | 2月05日        |
| 第5話  | 茂木克仁、深迫康之 | 2月12日        |
| 第6話  | 深迫康之           | 2月19日        |
| 第7話  | 深迫康之           | 2月26日        |
| 第8話  | 英勉               | 3月05日        |
| 第9話  | 英勉               | 3月12日        |
| 第10話 | 英勉               | 3月19日        |
| 第二季 |                    |                |
| 第1話  | 長野晋也           | 2019年 4月01日 |
| 第2話  | 長野晋也           | 4月08日        |
| 第3話  | 長野晋也、茂木克仁 | 4月22日        |
| 第4話  | 茂木克仁           | 4月22日        |
| 第5話  | 茂木克仁           | 4月29日        |

## 電影
《狂賭之淵》改編自同名漫畫作品，工作人員和演員陣容主要採用電視劇版本。
電影第1彈於2018年8月9日宣佈製作，於2019年5月3日上映。第2彈於2020年8月29日宣佈製作，原本預定於2021年4月29日上映，後受2019冠狀病毒病疫情影響延期至6月1日上映。

### 演員
- 蛇喰夢子：濱邊美波（台灣配音：傅其慧）
- 鈴井涼太：高杉真宙（台灣配音：張立昂）
- 早乙女芽亞里：森川葵（台灣配音：曾允凡）
- 桃喰綺羅莉：池田依來沙[46]（台灣配音：曾允凡）
- 五十嵐清華：中村由里香（台灣配音：傅暐霖）
- 黃泉月瑠奈：三戶夏芽（日语：三戸なつめ）（台灣配音：林慕青）
- 皇伊月：松田琉花（台灣配音：楊慧玉）
- 西洞院百合子：岡本夏美（台灣配音：傅其慧）
- 生志摩妄：柳美稀（台灣配音：傅暐霖）
- 夢見弖優芽美：松村沙友理（乃木坂46）（台灣配音：林慕青）
- 木渡潤：矢本悠馬（台灣配音：賴緯）
- 新渡戸九：小野寺晃良（台灣配音：賈文安）

第1作
- 村雨天音：宮澤冰魚[53]（台灣配音：宋昱璁）
- 步火樹繪里：福原遙（台灣配音：林慕青）
- 犬八十夢：伊藤萬理華（台灣配音：楊慧玉）

客串
- 在初賽與步火樹繪里對戰的學生：Enako

第2作
- 視鬼神真玄：藤井流星（Johnny's WEST）（台灣配音：宋昱璁）
- 開拓地長 討嶋：中川大志[54]（台灣配音：賴緯）
- 北小路呼子：武田智加（HKT48）

客串
- モニ美：伊織萌
- 賭場二郎：田中圭

### 音樂
第1作
- 主題曲：「アイフェイクミー」（Virgin Music）[55]

作詞、作曲：そらる、まふまふ；編曲：まふまふ；主唱：そらる
- 開場音樂：（ユニバーサル ミュージック/USMジャパン）

主唱：PassCode
第2作
- 主題曲：「checkmate」（SME Records）

主唱：milet

## 迴響
截至2019年2月，漫畫的印刷量達到500萬冊。

## 外部連結
- 原作漫画
  - 賭ケグルイ漫画公式サイト （页面存档备份，存于）
  - 賭ケグルイ双漫画公式サイト （页面存档备份，存于）
  - 賭ケグルイ妄漫画公式サイト （页面存档备份，存于）
  - 賭ケグルイ（仮）漫画公式サイト （页面存档备份，存于）
- 动画
  - TVアニメ「賭ケグルイ」公式サイト （页面存档备份，存于）
  - TVアニメ「賭ケグルイ××」公式サイト （页面存档备份，存于）
  - TVアニメ「賭ケグルイ××」 | MBS （页面存档备份，存于） - 毎日放送による番組サイト
  - TVアニメ「賭ケグルイ××」公式的X（前Twitter）
- 电視、电影
  - ドラマ「賭ケグルイ」season1公式サイト （页面存档备份，存于）
  - ドラマ「賭ケグルイ」season2公式サイト （页面存档备份，存于）
  - ドラマ「賭ケグルイ」MBSテレビ公式サイト （页面存档备份，存于）
  - 映画『賭ケグルイ』公式サイト （页面存档备份，存于）
  - ドラマ&映画『賭ケグルイ』的X（前Twitter）
  - ドラマ&映画『賭ケグルイ』的Instagram帳戶
  - 映画 賭ケグルイ （页面存档备份，存于） - TMDb
  - 映画 賭ケグルイ （页面存档备份，存于） - TMDb
  - 映画 賭ケグルイPart2（仮題） （页面存档备份，存于） - TMDb
- 游戏
  - 賭ケグルイ チーティングアロード （页面存档备份，存于）
  - 賭ケグルイ チーティングアロード的X（前Twitter）